# Веремійчик Іван Маркович
Іва́н Ма́ркович Веремі́йчик (нар. 11 липня 1941 року, с. Бихів) — педагог, автор підручників з трудового навчання для початкових класів, доцент кафедри образотворчого мистецтва Волинського національного університету (1995—2018).

## Біографічні дані
Народився 11 липня 1941 року в с. Бихів Любешівського району Волинської області.  
У 1955 році закінчив Бихівську семирічну школу. Працював у колгоспі, а з 1958 року — на Донбасі. Після закінчення вечірньої десятирічної школи поступив до Бродівського педагогічного училища, де отримав спеціальність учителя праці. Служив в Радянській армії. 
Після служби працював учителем трудового навчання у школах Жовтих Вод Дніпропетровської області, директором станції юних техніків, керівником технічних гуртків. 
У 1975 році заочно закінчив Глухівський педагогічний інститут, отримав спеціальність — учитель початкових класів. З 1986 року на посаді старшого викладача у Волинському педагогічному інституті. З 1995 до 2018 року на посаді доцента кафедри образотворчого мистецтва ВНУ.

## Наукова робота
З 1995 року — член вченої ради інституту мистецтв. 
Автор 125 науково-методичних праць, з них 45 підручників і навчальних посібників (35 яких — з грифом МОН України), 7 методичних посібників загальним тиражем понад 2 мільйони примірників. Окремі підручники видані п'ятьма мовами: українською, російською, румунською, угорською, польською.
Співавтор навчальної «Програми з трудового навчання. 1—4 класи» (співавтори: Тименко В., Вдовченко В., Котелянець Н.), затвердженої МОН 2006 року.

## Нагороди
- Відмінник народної освіти УРСР;
- Отличник просвещения СССР;[1]
- Почесна подяка Волинської обласної ради[4].